# 유리딘 이인산 갈락토스
유리딘 이인산 갈락토스(영어: uridine diphosphate galactose) 또는 UDP-갈락토스는 당뉴클레오타이드의 한 종류로, 다당류 생성 과정에서의 중간생성물이다. 유리딘 이인산 갈락토스는 당뉴클레오타이드의 대사에서 중요하며, 전이효소인 β-1,4-갈락토실트랜스퍼레이스 5(B4GALT5)의 기질이다.

## 같이 보기
- 갈락토스
- 유리딘 이인산 (UDP)
- UDP-갈락토스 4-에피머레이스